# Spizixos
Spizixos é um género de ave passeriformes da família Pycnonotidae.

## Espécies
Este género contém as seguintes espécies:
- Spizixos canifrons
- Spizixos semitorques